# فرودگاه صنعتی هترن
فرودگاه صنعتی هترن (به انگلیسی: Hawthorne Industrial Airport) یک فرودگاه همگانی بهره‌برداری هوایی با کد یاتا HTH است که یک باند فرود آسفالت دارد و طول باند آن ۱۸۲۹ متر است. این فرودگاه در کشور ایالات متحده آمریکا قرار دارد و در ارتفاع ۱۲۸۵ متری از سطح دریا واقع شده‌است.